# Alan Titus
Alan Titus (New York, 28 ottobre 1945) è un baritono statunitense.

## Biografia
Cresce a Denver, dove studia danza e canto, quest'ultimo con Aksel Schiøtz at the Colorado School of Music. Dopo gli studi alla Juilliard School con Hans J. Heinz, dove si distingue per la sua interpretazione di Figaro nel Barbiere di Siviglia, debutta nel 1969 come Marcello ne La bohème a Washington.
Nel 1971, prende parte alla prima di Summer and Smoke di Lee Hoiby e alle prime televisive di The Trial of Mary Lincoln di Thomas Pasatieri e de La cubana di Hans Werner Henze. Il debutto europeo avviene nel 1973 ad Amsterdam, con Pelléas; a questo, seguono vari ingaggi a Marsiglia, Aix-en-Provence e Strasburgo.
Nel 1975 a San Francisco è Papageno in Die Zauberflöte diretto da Kurt Herbert Adler con Kiri Te Kanawa e Robert Lloyd. Il debutto al Metropolitan Opera House di New York è nel 1976, quando è Harlekin in Ariadne auf Naxos diretto da James Levine con Montserrat Caballé, Tatiana Troyanos e Charles Anthony Caruso.
In questi primi anni di carriera, la sua voce, dotata di un registro acuto facile ma soffice nel colore timbrico, unita ad una presenza scenica eccezionalmente vitale e dinamica ed un aspetto molto giovanile, ne fa un interprete lirico molto ricercato, con un repertorio che spazia da Claudio Monteverdi a Luigi Dallapiccola, dai ruoli drammatici come Don Giovanni a quelli comici come Gabriel von Eisentein in Die Fledermaus , Ford in Falstaff e Belcore in L'elisir d'amore.
Nel 1986, diventa un artista permanente alla Staatsoper di Monaco di Baviera, dove il direttore Wolfgang Sawallisch lo influenza fortemente e lo guida verso un repertorio più drammatico: Mandryka (Arabella), ruolo con cui debutta alla Scala nel 1992,  Orest (Elektra di Richard Strauss), Barak (La donna senz'ombra), che canta nel tour della Munich Staatsoper in Giappone nel 1992, Olivier (Capriccio), Hans Sachs, Cardillac (nell'opera omonima di Paul Hindemith).
Nel 1994 alla Scala è Orest nella prima di Elettra (Strauss) diretto da Giuseppe Sinopoli.
Nel 1995 diretto da Sinopoli canta nella Sinfonia lirica di Alexander von Zemlinsky con Alessandra Marc a Milano ed è Jack Rance ne La fanciulla del West con Sergej Larin ed Antonio Salvadori nella trasferta scaligera a Tokyo e debutta al Royal Opera House, Covent Garden di Londra come protagonista di Mathis der Maler di Paul Hindemith diretto da Esa-Pekka Salonen.
Nel 1998 a Londra è Altair in Die ägyptische Helena diretto da Christian Thielemann e debutta al Festival di Bayreuth come protagonista di Der Fliegende Holländer con Cheryl Studer.
Nel 1999 alla Scala è Barak der Färber nella prima di Die Frau ohne Schatten diretto da Sinopoli ed a Vienna Don Pizarro in Fidelio con Gösta Winbergh.
Nel 2000 a Bayreuth diretto da Sinopoli è Wotan in Das Rheingold e Der Wanderer in Sigfrido (opera) ed a Londra Kurwenal in Tristan und Isolde diretto da Haitink.
Nel 2001 a Londra è Giovanni Morone in Palestrina (opera) diretto da Thielemann con John Tomlinson e Kurt Moll e Barak in Die Frau ohne Schatten diretto da von Dohnányi arrivando a 29 recite londinesi fino al 2002, a Bayreuth Wotan in Die Walküre con Violeta Urmana ed a Vienna Jochanaan in Salomè (opera).
Nel 2002 per la Scala è Jochanaan nella prima di Salomè al Teatro degli Arcimboldi, a Vienna Scarpia in Tosca (opera) diretto da Marcello Viotti con Salvatore Licitra e Der Wanderer in Siegfried con Siegfried Jerusalem ed al Bayerische Staatsoper Falstaff diretto da Zubin Mehta con Lucio Gallo.
Nel 2003 a Vienna è Wotan in Die Walküre con Matti Salminen ed a Monaco di Baviera Wotan in Das Rheingold diretto da Mehta. 
Nel 2004 a Vienna è Wotan in Das Rheingold e nel 2005 Der fliegende Holländer ed a Monaco diretto da Mehta Wotan in Die Walküre con Salminen e la Urmana, Wanderer in Siegfried ed Amfortas in Parsifal (opera).
Ancora a Monaco nel 2006 è Kurwenal in Tristan und Isolde diretto da Mehta con Waltraud Meier e Jochanaan in Salomè diretto da Kent Nagano e nel 2008 Der fliegende Holländer.
Nel 2009 a Vienna è Falstaff ed a Bayreuth Hans Sachs in Die Meistersinger von Nürnberg.

## Discografia
- Beethoven: Fidelio - Alan Titus/Edith Lienbacher/Hungarian Radio Chorus/Inga Nielsen/Michael Halász/Nicolaus Esterházy Sinfonia, 1999 Naxos
- Bernstein: Mass - Leonard Bernstein/Alan Titus/Maurice Peress/Norman Scribner Choir/The Berkshire Boy Choir, 1971 Sony BMG
- Bizet: Carmen - Alan Titus/Alexander Rahbari/Bratislava Children's Choir/Czecho-Slovak Radio Symphony Orchestra (Bratislava)/Giorgio Lamberti/Graciela Alperyn/Slovak Philharmonic Chorus, 1990 Naxos
- Catalani: La Wally - Pinchas Steinberg/Alan Titus/Chor des Bayerischen Rundfunks/Éva Marton/Francesco Ellero d'Artegna/Francisco Araiza/Münchner Rundfunkorchester, 1990 BMG
- Faure: Requiem: Sergiu Celibidache/Münchner Philharmoniker, 2004 EMI Warner
- Haydn: Missa In Tempore Belli; Missa In Angustiis "Nelson" Mass - Leonard Bernstein/Norman Scribner Choir/New York Philharmonic/Westminster Choir, 1969 Sony
- Lehar: The Merry Widow - Beverly Sills/Alan Titus/Fowles/Price/Julius Rudel/New York City Opera, EMI - Grammy Award for Best Opera Recording 1979
- Leoncavallo: La bohème - Lucia Popp/Franco Bonisolli/Alexandrina Milcheva/Bernd Weikl/Alan Titus/Münchner Rundfunkorchester/Heinz Wallberg, 2016 Orfeo
- Mozart: Marriage of Figaro - Monika Schmidt/Ingrid Kertesi/Claes H. Ahnsjö/Sir Colin Davis (direttore d'orchestra)/Heinz Zednik/Symphonieorchester des Bayerischen Rundfunks/Cornelia Kallisch/Ferruccio Furlanetto/Marilyn Schmiege/Atsuko Suzuki/Helen Donath/Chor des Bayerischen Rundfunks/Siegmund Nimsgern/David Syrus/Michael Gläser/Julia Varady/Gerhard Auer/Alan Titus, 1991 BMG RCA
- Mozart: Don Giovanni - Alan Titus/Symphonieorchester des Bayerischen Rundfunks/Rafael Kubelík, 1985 Sony
- Verdi: Falstaff - Sir Colin Davis/Rolando Panerai/Marilyn Horne, 1992 BMG RCA

## DVD
- Strauss R: Die Frau ohne Schatten (Bavarian State Opera, 1992) - Wolfgang Sawallisch, Arthaus Musik